# Midtre Høgvagltinden
De Midtre Høgvagltinden is een berg behorende bij de gemeente Luster in de provincie Sogn og Fjordane in Noorwegen. De berg, gelegen in Nationaal park Jotunheimen, heeft een hoogte van 2066 meter.
De Midtre Høgvagltinden is onderdeel van het gebergte Jotunheimen.